# ハダカムギ
ハダカムギ（裸麦、英語: Naked barley, hulless barley、学名：Hordeum vulgare var. nudum）は、オオムギの粒の皮裸性（実と皮の剥がれやすさ）に着目した系統名の一つで、オオムギの品種のうち実（穎果）が皮（内外穎）と癒着せず容易に離れるため、揉むだけで皮が剥けてつるつるした実が取り出せる品種群のことをいう。これに対して、実が皮と癒着しているため、揉んでも皮が剥がれない品種群はカワムギ（皮麦）という。分類上は、ハダカムギはオオムギの原種に近いカワムギの突然変異が固定されてできたオオムギの変種である。ハダカムギの栽培品種のほとんどは穂に小花が6条ずつ並んでつく六条オオムギで、穂に小花が2条ずつ並んでつく二条オオムギ（主にビールの原料になるのでビールムギとも呼ばれる）の栽培品種は大半がカワムギである。ハダカムギにはコメと同様にうるち性の品種以外にもち性の品種のもち麦がある。ハダカムギは食用や家畜の飼料用に栽培されている。

## 栽培

### 世界の栽培地域
オオムギは最古の栽培植物の一つであり、起源を遡るとまず原種に近いカワムギの栽培が西南アジアで紀元前7000年頃には始まり、次いでカワムギの変種であるハダカムギの栽培も紀元前6000年頃までには始まったことが考古学の研究で明らかになっている。歴史的には、ハダカムギは東アジア（日本、朝鮮半島）、ヒマラヤ地方（チベット、ネパール）、アフリカ東北部（エチオピア）などで主要な食用穀物の一つとして栽培されてきた。ヨーロッパでは、アルプス地方やベルギー、ノルウェーが主なハダカムギの産地であった。それ以外のオオムギ栽培地域では、カワムギの方が主に栽培されてきた。
近年は、世界のハダカムギの主な産地は、アメリカ、オーストラリア、カナダ、チェコ、ドイツなどである。

### 日本の栽培地域
日本では、ハダカムギは愛媛県、香川県を中心とする四国と九州で主に栽培されている。松前町（愛媛県。読みは、まさきちょう）の特産品で農林水産省の統計によると、2007年度の日本におけるハダカムギの収穫量は14,300tで、都道府県別では愛媛が最も多く41.1%を占め、次いで香川の17.0%であった。
| 順位 | 都道府県 | 収穫量（t） | 全国に占める割合（%） |
| ---- | -------- | ----------- | --------------------- |
| 1    | 愛媛県   | 5,880       | 41.1                  |
| 2    | 香川県   | 2,430       | 17.0                  |
| 3    | 大分県   | 2,260       | 15.8                  |
| 4    | 福岡県   | 1,240       | 8.7                   |
| 5    | 長崎県   | 614         | 4.3                   |
| 6    | 滋賀県   | 574         | 4.0                   |
| 7    | 佐賀県   | 404         | 2.8                   |
| 8    | 山口県   | 285         | 2.0                   |
| 9    | 埼玉県   | 227         | 1.6                   |
| 10   | 岡山県   | 156         | 1.1                   |
| 合計 | 日本     | 14,300      | 100.0                 |

### 日本の作付面積
日本におけるハダカムギの作付面積は、明治10年代は40万ha台であった。最高だったのは大正初期の70万ha台で、その後は漸減したものの昭和30年代初期の作付面積は50万ha台を維持していた。その後、ハダカムギの作付面積は急速に減少し、1970年に10万haを割り、1986年には1万haを割り、1994年に最低の3,230haをつけたが、その後やや回復し、2007年産ハダカムギの作付面積は4,020haとなっている。

## 用途

### 日本の用途
ハダカムギは容易に皮を剥いで実が取り出せ食用に好適であることから、日本では第二次世界大戦前から精麦が食用に流通し、押麦（大麦の外皮を剥いで蒸気で加熱してローラーで平らに加工したもの）を白米に混ぜて麦飯にしたり、炒って粉に挽いてはったい粉（麦焦がし）にしたり、炒ったものを煎じて麦茶にしたりするなどして日常食として消費されてきた。また押麦が普及する大正時代以前は、粒のままでは米に比べて煮えにくいハダカムギは、予め茹でて水に浸けておいた「えまし麦」や、臼で荒く挽き割った挽割麦の形にして煮えやすくしたものを麦飯や粥、雑炊などに調理して食される、米の不足を補完する主食の一つであった。
しかし、近年は米飯に比べて食味が劣る麦飯用のハダカムギの需要は少量に限られ、代わって麦味噌（大豆とオオムギを発酵させた味噌）の適性が高く評価され、生産量の大半が麦味噌の原料に用いられている。また、流通する精麦の主流は、従来の押麦から、黒条線（麦種子が形成される際の水分や養分の通り道である腹溝由来の麦粒の黒い線）に沿って切断した切断麦や黒条線で切断して米粒状に剥いで米と混ざりやすくした米粒麦に変わりつつある。
大分県などでは、ハダカムギを麦焼酎の原料としても利用しており、一定の評価を得ている。

### 海外の用途
チベットではハダカムギを炒って粉に挽いたものがツァンパと呼ばれ、チベット人の伝統的な主食となっている。 チベット人はツァンパにジャ（チベット語でバター茶のこと）を加えてこねて団子状にしたものを食べる。また発酵させて酒とし飲用する。
欧米ではハダカムギは主にブタやニワトリなどの単胃動物の飼料用として利用されてきたが、最近では食物繊維のβ-グルカンを多く含むことなどハダカムギの健康機能性が注目され、新たに食用の需要が出てきている。

### 食味
オオムギは、コメやコムギに比べて粒に含まれるポリフェノール系のタンニン（渋成分）の含量が多い。オオムギに含まれる主なポリフェノールは、カテキンやプロアントシアニジンである。ポリフェノールは精麦の白度を低下させ、米飯に比べて麦飯の食味や白度が劣る主な原因となる。麦飯の問題点として挙げられる炊飯後の変色（白度の低下）は、飯粒に含まれるポリフェノールが多いほど顕著になる。
麦粒のポリフェノール含量は、低ポリフェノール品種を用いたり精麦したりすることによって低下する。日本のハダカムギのポリフェノール含量は、品種によって差異があるが、世界の平均値に比べると低い。もっとも、食味に優れた品種が好んで育成・栽培されてきた水稲とは異なり、低ポリフェノール化によって食味を改善することは、ハダカムギの育成においてこれまでのところあまり重視されていない。オオムギの遺伝子資源の中にはポリフェノール含量が非常に低いものもあり、将来活用される余地がある。

## 品種
日本で育成・栽培されているハダカムギの既存の栽培品種は条性分類上は全て六条オオムギである。また、日本で栽培されているハダカムギのほとんどは、草丈が低く肥料を多く与えても倒伏しにくく収量が上げやすい半矮性を示す渦性遺伝子を持つ渦オオムギであり、草丈が高くなる並性遺伝子を持つ日本の栽培品種は、農林番号が付されたハダカムギではバンダイハダカだけである。
日本のハダカムギの主な育種組織については、農研機構（旧：東海近畿農業試験場、旧：中国農業試験場、旧：四国農業試験場、旧：九州農業試験場）、鳥取農試東伯分場および鹿児島農試鹿屋分場のハダカムギ育種組織が昭和36年に統合され、その後の育成地は農研機構だけとなっている。農林番号が付されたハダカムギは、2005年のトヨノカゼまで34品種が育成されている。

### 育成傾向
日本におけるハダカムギの栽培品種の過去の育成には、主に次のような傾向がある。
- 水稲作期の早期化に伴う晩生品種から中生品種、そして早生品種への早生化の動き。
- 多肥化および土地利用効率化と関連した多収化の動き。
- 機械収穫への移行に従い耐倒伏性を追求した強稈化の動き。
- 粒の外観品質及び精麦品質の良質化の動き。
- もち麦品種や飼料用の高蛋白・高リジン品種など多用途化の動き。

### 主な品種
| 品種名         | 農林番号     | 旧系統名     | 誕生年、開発者など                              | 元になった品種                              | 特徴 | リンク |
| -------------- | ------------ | ------------ | ----------------------------------------------- | ------------------------------------------- | --- | ------ |
| トヨノカゼ     | 裸麦農林34号 | 四国裸100号  | 2005年 農研機構                                 | 四系9123×四国裸90号（後のイチバンボシ）     | 多収。やや円粒。搗精時間が短く、整粒歩合が高く、精麦品質に優れる。味噌の糖度、明度がともに高く、味噌加工適性が優れる。                                                                                             | 農水省 |
| マンネンボシ   | 裸麦農林33号 | 四国裸98号   | 2001年 農研機構                                 | 四国裸83号×センボンハダカ                   | 整粒歩合が高い。原麦、精麦の粒揃いが良い。大粒、やや円粒、軟質、高白度で精麦品質が良い。倒伏に強い。 | 農水省 |
| ダイシモチ     | 裸麦農林32号 | 四国裸95号   | 1997年 農研機構（旧：農林水産省四国農業試験場） | センボンハダカ×（センボンハダカ×モチ麦D）F2 | もち麦品種。出穂、成熟期ともイチバンボシよりやや遅い“やや早”。倒伏性は“強”。収量は“やや多”。ふ色、粒色は“紫”、粒大は“やや小”。精麦歩留はイチバンボシ並の“中”、精麦白度はヒノデハダカより高く“やや大”。             | 農水省 |
| イチバンボシ   | 裸麦農林31号 | 四国裸90号   | 1992年 農研機構（旧：農林水産省四国農業試験場） | 四国裸58号×四R系697                         | 早生。縞萎縮病抵抗性が強い。安定して多収。精麦適性が優れる。耐倒伏性はサヌキハダカ並のやや強。 | 農水省 |
| サンシュウ     | 裸麦農林30号 | 四国裸79号   | 1989年 農研機構（旧：農林水産省四国農業試験場） | ナンプウハダカ×（ナンプウハダカ×Hiproly）F1 | 飼料用裸麦。高蛋白かつ高リジン品種。出穂期は“極早”、成熟期は“早”。縞萎縮病抵抗性が強い。 | 農水省 |
| センボンハダカ | 裸麦農林29号 | 四国裸58号   | 1980年 農研機構（旧：四国農業試験場）           | キカイハダカ×四国裸28号                     | 短稈種。秋播型の早生品種。耐倒伏性が強く、機械刈適性が高い。収量は安定して多収。大麦縞萎縮病に強い。 | 農水省 |
| ハヤテハダカ   | 裸麦農林28号 | 四国裸56号   | 1978年 農研機構（旧：四国農業試験場）           | （赤神力×一早生）Ｆ1×佐賀裸1号              | 極早生種。熟期がキカイハダカより4日早い。耐倒伏性に優れる。極早生としては極めて多収。耐湿性が強い。うどんこ病に弱い。粒色は黄渇。極早生種としては比較的良質。                                                      | 農水省 |
| ビワイロハダカ | 裸麦農林27号 | 四国裸53号   | 1978年 農研機構（旧：四国農業試験場）           | ユウナギハダカ×（二条裸×ユウナギハダカ）F1  | 耐倒伏性が強く、機械化適性がある。収量は多収。原麦・精麦白度が高く、精麦歩留りが良い高品質品種。中生種。南九州を除く西日本一帯の裸麦栽培地帯に適する。                                                             | 農水省 |
| キカイハダカ   | 裸麦農林19号 | 東海裸22号   | 1962年 農研機構（旧：東海近畿農業試験場）       | ナカテハダカ×佐賀裸1号                      | 強稈で耐倒伏性が極めて強い。中生種である。白渋病、縞萎縮病に強い。収量性は赤神力、四石麦に比べ多条播栽培で多収を示す。                                                                                             | 農水省 |
| ハヤジロハダカ | 裸麦農林18号 | 西海裸7号    | 1958年 農研機構（旧：九州農業試験場）           | 白麦8号×佐賀裸1号                           | 成熟期はハシリハダカより3〜5日晩く、赤神力より10日早い早生種。稈長は80cm足らずの短稈種。稈はあまり太くないが、強剛で倒伏し難い。大粒豊円で、品質良好。                                                             | 農水省 |
| シラヒメハダカ | 裸麦農林17号 | 四国裸11号   | 1958年 農研機構（旧：四国農業試験場）           | 愛媛裸2号×赤神力                            | 成熟期は赤神力より僅かに早いか同程度の晩熟。稈の強さは愛媛裸1号に及ばないが、赤神力よりはるかに強い。品質が良い。                                                                                                  | 農水省 |
| ユウナギハダカ | 裸麦農林16号 | 四国裸10号   | 1957年 農研機構（旧：四国農業試験場）           | 赤神力×香川裸1号                            | 成熟期は赤神力程度の晩生。白渋病、大麦縞萎縮病、小銹病には強い。雲形病には弱く、赤かび病にも余り強くない。品質良質。                                                                                               | 農水省 |
| ヒノデハダカ   | 裸麦農林15号 | 山陰裸4号    | 1957年 鳥取県農事試験場東伯分場                 | 赤神力×佐賀裸1号                            | 出穂、成熟期は赤神力より1週間早い極早生種。強稈で多肥栽培においても倒伏抵抗性が強い。極早生種としては多収である。                                                                                                  | 農水省 |
| シロシンリキ   | 裸麦農林14号 | 中国裸7号    | 1957年 農研機構（旧：中国農業試験場）           | （赤神力×2号熊島）F1×赤神力                 | 長稈、長穂種で赤神力によく似るが、赤神力に見られるような、出穂直後のふ及び芒の着色がない。倒伏抵抗性は赤神力程度であるが挫折し難い。収量は赤神力と同程度か多収。                                                   | 農水省 |
| ヤマテハダカ   | 裸麦農林13号 | 山陰裸3号    | 1956年 鳥取県農事試験場東伯分場                 | 徳島珍子83号×佐賀裸1号                      | 出穂、成熟期は赤神力より2〜3日早い中生種。耐肥性に富み、多肥条件においても倒伏抵抗性は強い。収量は安定性をもち、多収。多肥栽培にも適する。                                                                         | 農水省 |
| シラヌイハダカ | 裸麦農林12号 | 西海裸3号    | 1955年 農研機構（旧：九州農業試験場）           | 竹下×一早生                                 | 出穂、成熟期は早生裸より6〜7日晩く、二号熊島より3〜4日早い中生種。茎葉の繁茂少なく、稈は太い方ではないが、倒伏には強い。収量は中生種としては多収である。充実良く、品質良好。                                       | 農水省 |
| ハヤウレハダカ | 裸麦農林11号 | 西海裸2号    | 1955年 農研機構（旧：九州農業試験場）           | 赤神力×一早生                               | 出穂、成熟期は早生裸より2〜3日おそい早生種。早生種としてはかなり多収である。熟色は良好。品質良好。 | 農水省 |
| ミナミハダカ   | 裸麦農林10号 | 四国裸5号    | 1955年 農研機構（旧：四国農業試験場）           | 小玉13号×愛媛裸2号                          | 成熟期は赤神力より4〜5日早く、愛媛裸1号よりやや早い中生種。小銹病、白渋病に強く、耐湿性も強い。品質良好。 | 農水省 |
| ハシリハダカ   | 裸麦農林9号  | 中国裸5号    | 1955年 農研機構（旧：中国農業試験場）           | 白珍子×コビンカタギ                         | 極早生。強稈。春先の寒害には極早生としては強い方。赤かび病、萎縮病、耐湿性は強い。 | 農水省 |
| ツクバハダカ   | 裸麦農林8号  | 北関東裸5号  | 1953年 農研機構（旧：関東東山農業試験場）       | 会津裸3号×愛媛裸1号                         | 葉身がやや内側に巻き剣のように細く見えるのが特徴。渦性、短稈種。株は閉じ、穂揃いが良い。熟期は愛媛裸1号より遅い中生種。小銹病、白渋病に強いが株腐病に弱い。耐寒性は比較的強いが、耐雪性は弱い。                    | 農水省 |
| バンダイハダカ | 裸麦農林2号  | 会系46号     | 1950年 農研機構（農林省安積農事改良実験所）     | 会津裸3号×中泉在来                          | 耐雪性が強く、中少雪地帯の一般畑作用並びに水田二毛作として好適。小銹病、立枯病に強いが雲紋病にやや弱い。品質良好。草丈は並性、稈の細太は“中”。少肥多収。                                                           | 農水省 |
| マリモハダカ   | -            | 北海春裸13号 | 1966年 北海道立北見農業試験場                   | サナダムギ×北統3号                          | 春蒔カワムギのアカンムギ型のハダカムギ。栽培適地は網走上川。熟期やや晩。強稈。収量性は北見裸より多収。小銹病、ウドンコ病にやや強く、雲紋病に強い。品質良好。                                                       | 北海道 |
| ミシマハダカ   | -            | 御島裸       | 1937年 長崎県農事試験場                         | 御厨×島原裸                                 | 晩生。長崎県奨励品種で普及地帯は同県下の畑と水田裏作地帯。味噌加工適性が非常に優れる。やや長桿、倒伏抵抗性が弱い。秋播性。主要病害の抵抗性は強い方。収量性はあまり多くないが安定性が高い。玄麦はやや小粒だが良質。 | 長崎県 |

### もち麦
イネ科の穀物の中でイネやオオムギなどには、含まれるデンプンに粘り気が少ないうるち性（粳性）の品種だけでなく、粘り気が多いもち性（糯性）の品種があり、もち性のハダカムギはもち麦と呼ばれる。うるち性品種はデンプンの成分のうちアミロースの含有割合が比較的多いのに対して、もち麦はアミロペクチンの含有割合が多い。もち麦の歴史は非常に古く、紀元前3,000年頃までには西南アジアで栽培化され、その後ユーラシア大陸全土とアフリカ東北部に伝播したが、現在もち麦を栽培しているのは日本など東アジアだけである。日本のもち麦の在来品種はすみれ色の穂をつけるため、収穫期のもち麦畑は一面特有のすみれ色に染まる。

#### 用途
日本では主に四国、中国、九州の水稲もち米が獲れにくい地域を中心に昭和初期まで広く耕作され、もち米の代替品として麦米や餅、団子にして自家消費されるケースが多かった。その後は次第に作付けされなくなっていたが、最近は食物繊維の多さなどから健康志向の食材として見直されている。農研機構が2017年に品種登録した「くすもち二条」が、米飯と混ぜて炊き込む用途向けに複数の食品メーカーから商品化されている。米飯への添加や餅・団子類以外にも、麺や煎餅などの和菓子、パン、クッキー、ロールケーキ、カステラ、レトルトカレーなど、様々な新たな用途が開発されつつある。
また、2024年から2025年にかけて起きた「令和の米騒動」では、コメの代替としてもち麦が注目された。

#### アミロースフリーもち麦
もち米と在来のもち麦のもち性には差異があり、もち米はアミロース含有率がほぼゼロ（アミロースフリー）であるのに対して、もち麦はアミロースを5%前後含みデンプンがやや「硬質」である。ただし、ハダカムギには在来のもち性品種だけでなく、突然変異で得られたアミロース含有率がほぼゼロでもち米とほぼ同等のもち性を持つ系統（四国裸97号など）があり、もち性の高さを活かしてアミロースフリーのもち麦の地域特産食品などへの利用が今後拡大する可能性がある。

#### 低ポリフェノールもち麦
また、農研機構では、突然変異で得られたプロアントシアニジンフリー遺伝子を持つ海外のビールムギの系統を交配親として、プロアントシアニジンフリー遺伝子を導入したもち麦の系統の育成を進めている。元々、もち麦は炊くと軟らかさと粘りが感じられ、うるち性品種に比べて麦飯として炊飯したときの食感や食味に優れている。日本での栽培適性がある低ポリフェノールのもち麦の系統が作出され、米飯に比べて麦飯の食味や白度が劣る主な原因となるもち麦のポリフェノール高含有の問題が解消されれば、白米のように炊飯時の加熱や炊飯後の保温を経ても褐変しない白くて美味しい麦飯が、将来日本の食卓に上る可能性がある。